# Белово (Ребрихинский район)
Бело́во — село в Ребрихинском районе Алтайского края. Административный центр Беловского сельсовета.

## История
Основано в 1710 году. В 1928 году состояло из 861 хозяйства, основное население — русские. В административном отношении являлось центром Беловского сельсовета Ребрихинского района Барнаульского округа Сибирского края.

## Население
| 1926  | 1997  | 1998  | 1999  | 2000  | 2001  |
| ----- | ----- | ----- | ----- | ----- | ----- |
| 4323  | ↘2027 | ↘1976 | ↘1956 | ↘1948 | ↘1860 |
| 2002  | 2003  | 2004  | 2005  | 2006  | 2007  |
| ↘1841 | ↘1783 | ↗1790 | ↗1804 | ↘1796 | ↗1805 |
| 2008  | 2009  | 2010  | 2011  | 2012  | 2013  |
| ↘1788 | ↘1545 | ↗1556 | ↘1550 | ↘1535 | ↘1525 |
| 2014  |       |       |       |       |       |
| ↘1470 |       |       |       |       |       |

### Национальный состав
Согласно результатам переписи 2002 года, в национальной структуре населения русские составляли 80 %.

## Известные уроженцы
- Литвиненко, Тихон Петрович (1913—1944) — советский военнослужащий, старший сержант, Герой Советского Союза.